# Делач, Матей
Ма́тей Де́лач (хорв. Matej Delač; родился 20 августа 1992 года, в Бугойно, Республика Босния и Герцеговина) — хорватский футболист, вратарь клуба «Хорсенс».

## Клубная карьера
Воспитанник академии клуба «Интер Запрешич», Делач очень рано стал производить впечатление от своей игры. И после нескольких выступлений за сборную Хорватии до 15 лет, он стал привлекать к себе внимание со стороны больших клубов со всей Европы. Летом 2008 года, на Делача обратила внимание португальская «Бенфика» и переход был уже почти совершён, но два клуба не смогли договориться об условиях продажи и он остался в Запрешиче.
Он дебютировал в основе «Интера» 22 февраля 2009 года в сезоне 2008/09 против «Загреба», став самым молодым игроком, когда-либо появлявшихся в хорватском первом дивизионе (в возрасте 16 лет и 186 дней). Он впечатлил футбольных экспертов в своём дебютном матче, чудесным спасением своих ворот в 85-й минуте после пробития штрафного Давором Вугринецем, что способствовало победе «Интера» со счётом 1:0. Матей Делач был объявлен лучшим игроком этого матча. Делач продолжал показывать отличную игру на протяжении всего сезона 2008/09, отыграл 15 матчей и завершил свой дебютный сезон основным вратарём клуба.
11 сентября 2009 года, через два дня после поражения Хорватии на Уэмбли, хорватская сторона сообщила, что Делач остался в Лондоне на медицинское обследование и был на грани подписания предварительного контракта с английским клубом «Челси». В сообщениях утверждалось, что скауты «Челси» были на матчах чемпионата Хорватии и были удивлены его игрой, через нескольких месяцев спортивный директор и руководитель Академии «Челси» Франк Арнесен, отправился в Загреб согласовывать условия трансфера.
17 сентября 2009 года на пресс-конференции клуба «Интер Запрешич» было объявлено, что Делач действительно подписал 5-летний контракт с «Челси», который вступит в силу в летнее трансферное окно 2010 года.
Остальную часть сезона Делач играл в клубе «Интер-Запрешич», его заработная плата выплачивалась клубом «Челси».
24 августа 2010 был отдан в аренду клубу "Витесс".
13 сентября 2011 был отдан в аренду клубу "Динамо" из Ческе-Будеёвице. 4 января 2012 был отозван из аренды.
17 июля 2012 был отдан в аренду клубу "Витория Гимарайнш".
10 января 2013 вернулся на правах аренду в "Интер Запрешич".
В июле 2013 был отдан в аренду клубу "Войодина". Дебютировал в матче Лиги Европы против "Гонведа" (3:1).
11 августа 2013 дебютировал в чемпионате Сербии матче против "Доньи Срем" (0:0).

## Международная карьера
Отыграв восемь матчей за молодёжные сборные Хорватии разных возрастов в период между 2007 и 2008 годом, Делач был вызван в тренером Славеном Биличем в основную сборную, 30 августа 2009 года он присоединился к команде в качестве третьего основного вратаря (после Ведрана Рунье и Даниела Субашича) во время отборочных игр на чемпионат мира 2010 против сборных Беларуси и Англии, став самым молодым игроком, вызывавшимся в сборную Хорватии.

## Статистика выступлений
| Выступление       | Выступление      | Выступление      | Лига | Лига | Кубок страны | Кубок страны | Кубок лиги | Кубок лиги | Еврокубки | Еврокубки | Итого | Итого |
| Клуб              | Лига             | Сезон            | Игры | Голы | Игры         | Голы         | Игры       | Голы       | Игры      | Голы      | Игры  | Голы  |
| ----------------- | ---------------- | ---------------- | ---- | ---- | ------------ | ------------ | ---------- | ---------- | --------- | --------- | ----- | ----- |
| Интер Запрешич    | Первая лига      | 2008/09          | 15   | 0    | 0            | 0            | 0          | 0          | 0         | 0         | 15    | 0     |
| Интер Запрешич    | Первая лига      | 2009/10          | 7    | 0    | 0            | 0            | 0          | 0          | 0         | 0         | 7     | 0     |
| Интер Запрешич    | Первая лига      | 2010/11          | 16   | 0    | 0            | 0            | 0          | 0          | 0         | 0         | 16    | 0     |
| Интер Запрешич    | Первая лига      | 2012/13          | 14   | 0    | 0            | 0            | 0          | 0          | 0         | 0         | 14    | 0     |
| Интер Запрешич    | Итого            | Итого            | 52   | 0    | 0            | 0            | 0          | 0          | 0         | 0         | 52    | 0     |
| Динамо Ч-Б        | Высшая лига      | 2011/12          | 1    | 0    | 4            | 0            | 0          | 0          | 0         | 0         | 5     | 0     |
| Динамо Ч-Б        | Итого            | Итого            | 1    | 0    | 4            | 0            | 0          | 0          | 0         | 0         | 5     | 0     |
| Витория Гимарайнш | Примейра         | 2012/13          | 0    | 0    | 1            | 0            | 0          | 0          | 0         | 0         | 1     | 0     |
| Витория Гимарайнш | Итого            | Итого            | 0    | 0    | 1            | 0            | 0          | 0          | 0         | 0         | 1     | 0     |
| Войводина         | Суперлига        | 2013/14          | 10   | 0    | 2            | 0            | 0          | 0          | 6         | 0         | 18    | 0     |
| Войводина         | Итого            | Итого            | 10   | 0    | 2            | 0            | 0          | 0          | 6         | 0         | 18    | 0     |
| Сараево           | Премьер-лига     | 2013/14          | 7    | 0    | 0            | 0            | 0          | 0          | 0         | 0         | 7     | 0     |
| Сараево           | Итого            | Итого            | 7    | 0    | 0            | 0            | 0          | 0          | 0         | 0         | 7     | 0     |
| Арль-Авиньон      | Лига 2           | 2014/15          | 11   | 0    | 0            | 0            | 2          | 0          | 0         | 0         | 13    | 0     |
| Арль-Авиньон      | Итого            | Итого            | 11   | 0    | 0            | 0            | 2          | 0          | 0         | 0         | 13    | 0     |
| Сараево           | Премьер-лига     | 2014/15          | 14   | 0    | 1            | 0            | 0          | 0          | 0         | 0         | 15    | 0     |
| Сараево           | Премьер-лига     | 2015/16          | 12   | 0    | 1            | 0            | 0          | 0          | 0         | 0         | 13    | 0     |
| Сараево           | Итого            | Итого            | 26   | 0    | 2            | 0            | 0          | 0          | 0         | 0         | 28    | 0     |
| Всего за карьеру  | Всего за карьеру | Всего за карьеру | 107  | 0    | 9            | 0            | 2          | 0          | 6         | 0         | 124   | 0     |

## Достижения
«Витория Гимарайнш»
- Обладатель Кубка Португалии: 2013

 «Войводина»
- Обладатель Кубка Сербии: 2014

 «Сараево»
- Чемпион Премьер-лиги: 2014/15
- Обладатель Кубка Боснии и Герцеговины: 2014